# Конський потік (притока Сланої)
Конський потік (словац. Konský potok) — річка; ліва притока Сланої, протікає в окрузі Рімавська Собота.
Довжина приблизно 10,0 км. Витік знаходиться в масиві Бодвянські пагорби (схил гори Маков) — на висоті приблизно 280 метрів.
Протікає територією сіл Кесовце і Штрковец. Впадає у Слану на висоті приблизно 165 метрів.